# Раймунд III (граф Руэрга)
Раймунд III  (фр. Raymond) (умер в 1008) — граф Руэрга и Керси (961/965—1008), маркиз Готии (944/950-1008). Представитель Руэргского дома. Сын Раймунда II. 

## Биография
В 961 году Раймунд унаследовал от отца обширные владения на юге Франции: графства Руэрг и Керси и маркизат Готия. В Готии его соправителями были графы Тулузы Раймунд IV и Раймунд V. 
Раймунд был сюзереном соседних графств (в том числе Альби и Нима), которыми правили представители старшего Тулузского дома, также называвшие себя маркизами Готии. Раймунд был главой другой ветви этого рода — дома де Руэрг.
После смерти Раймунда в 1008 году сюзеренитет над Альби, Нимом и другими графствами и титул графа Руэрга и Керси перешёл к его сыну Гуго, который также получил в наследство 50 000 солидов. 
Гуго продолжал использовать титул «маркиз Готии», однако владения маркизата достались Тузузскому дому, где в то время правил граф Тулузы Гильом III Тайлефер. 

## Брак и дети
Жена: Рихарда (ум. после 1062). Дети от этого брака:
- Гуго — граф Руэрга (1008-1054)
- Эрментруда (Эрменгарда)[2]: 1-й муж: граф Пальярса Боррель I; 2-й муж: граф Пальярса Сунийе I.